# Simoedosaurus
Il simoedosauro (gen. Simoedosaurus) è un rettile estinto, appartenente ai coristoderi. Visse tra il Paleocene superiore e l'Eocene inferiore (circa 61 - 58 milioni di anni fa) e i suoi resti fossili sono stati ritrovati in Europa e in Nordamerica.

## Descrizione
Questo animale era simile a un coccodrillo e doveva raggiungere circa 3 metri di lunghezza negli esemplari più grandi. Il rostro era allungato e simile a quello di un gaviale, ma più robusto e breve. I denti erano appuntiti e molto allungati nella parte anteriore delle fauci (premascella e inizio della mascella). Il cranio, nella parte posteriore, era espanso e possedeva due finestre temporali molto ampie, che ospitavano nell'animale in vita potenti muscoli della mascella. Il rostro occupava circa due quinti della lunghezza totale del cranio, e si restringeva fino a terminare in una struttura quasi affilata anteriormente. Le coane erano situate nella metà posteriore del rostro, e il contatto tra osso postorbitofrontale e parietale era situato più o meno al livello del limite anteriore della fossa temporale superiore.

## Classificazione
Nel 1873 il paleontologo Paul Gervais notò, tra i fossili ritrovati da Lemoine nella regione di Reims (Francia), sulla parte orientale del monte di Berru nel conglomerato di Cernay, i resti di alcuni rettili enigmatici. Secondo Gervais, i fossili erano simili (soprattutto per quanto riguardava le vertebre) a quelli di antichi rettili del Triassico, noti come Simosaurus, risalenti a quasi 200 milioni di anni prima. Nel 1877 Gervais denominò questi resti Simoedosaurus lemoinei.
Successivamente questo animale venne attribuito ai coristoderi, un gruppo di rettili dalle affinità incerte, simili a coccodrilli e vissuti tra il Mesozoico e il Cenozoico. Al genere Simoedosaurus vennero in seguito attribuite altre specie, tra le quali la nordamericana S. dakotensis, che si differenziava dalla specie tipo per alcune caratteristiche del cranio (più corto e con una scatola cranica più ampia e lunga) e dei denti (di lunghezza più uniforme). Questa specie era probabilmente più basale di S. lemoinei. Altre specie note sono S. peroni, S. remensis e S. suessonniensis. I fossili più antichi di Simoedosaurus sono stati ritrovati in terreni del Paleocene inferiore del Saskatchewan. Fossili di un animale simile a Simoedosaurus sono stati ritrovati in terreni dell'Eocene inferiore in Kazakistan (Averianov, 2005).